# Girls Gone Wild (franchise)
Girls Gone Wild (GGW) is een entertainmentfranchise die in 1997 werd gecreëerd door Joe Francis. Hij treedt af en toe ook zelf op als presentator van de video's.
Girls Gone Wild stond bekend om het vroege gebruik van direct-response-marketingtechnieken, waaronder de late-night-infomercials die in 1997 werden uitgezonden. Bij de video's zijn meestal cameraploegen op feestlocaties betrokken die jonge vrouwen overtuigen om hun lichaam bloot te geven of zich "wild te gedragen", vooral tijdens de zogenoemde voorjaarsvakantie of Spring Break. Sinds 2008 worden de Girls Gone Wild-producten voornamelijk via hun website verkocht als streaming video's, downloads en dvd's.
In februari 2013 heeft het bedrijf faillissement aangevraagd.
In 2014 werd het bedrijf verkocht aan Bang Bros.

## Achtergrond
De eerste film van Girls Gone Wild werd uitgebracht in 1997. In 2001 verkocht het bedrijf 4,5 miljoen video's en dvd's. Tegen het einde van 2002 had het bedrijf 83 verschillende titels geproduceerd en begon het met 30 minuten durende infomercials op E! Entertainment Television, Fox Sports Net, BET, Comedy Central, Tech TV, Style en alle andere grote Amerikaanse netwerken. De infomercials waren gericht op een demografische groep die laat op de avond naar verschillende kanalen zapt. Volgens TNS Media Intelligence besteedde Girls Gone Wild in 2003 meer dan $ 21 miljoen aan advertenties en werd daarmee de grootste adverteerder voor programma's op E!. In 2008 bedroeg het nettovermogen van Francis ongeveer $ 150 miljoen.
Voorbeelden van Girls Gone Wild in de populaire cultuur zijn onder meer de verschijning van Eminem en Snoop Dogg in de video's van het bedrijf, evenals verschillende verwijzingen en parodieën op de show in populaire televisieseries en films. MGM kondigde in 2002 aan dat het een speelfilm zou uitbrengen op basis van het Girls Gone Wild-concept.

### Inhoud
De meeste video's van Girls Gone Wild volgen een algemene formule waarin een filmploeg op een feest, club of ander evenement met een grote menigte mensen omgaat. Vrouwen trekken gewillig hun kleren uit, nemen deel aan seksuele activiteiten of nemen deel aan wet T-shirt contests.  De vergoeding voor deelname aan een Girls Gone Wild-video bestaat vaak uit een gratis hoed, T-shirt of geld. Af en toe worden deelnemers uitgenodigd om te worden gefilmd in een Girls Gone Wild-tourbus.

### Distributiekanalen
Bij de oprichting bracht Girls Gone Wild zijn product, namelijk video's, op de markt via directe distributiekanalen zoals infomercials, pay-per-view en video on demand. Deze distributie werd in 2008 gevolgd door de lancering van een Girls Gone Wild-tijdschrift, een kledinglijn en een compilatieplaat die werd uitgebracht op Jive Records.  

## Girls Gone Wild for Katrina
In september 2005 kondigde Girls Gone Wild aan dat het alle opbrengsten van dvd's en video's met een Mardi Gras-thema aan het Rode Kruis zou schenken. De opbrengst van de videoverkoop, waaronder een titel met Snoop Dogg, was bedoeld om de slachtoffers van de orkaan Katrina te helpen.

## Guys Gone Wild
In 2004 begon Girls Gone Wild mannen te vragen om deel te nemen aan hun video's. Guys Gone Wild was een videoserie met mannen, vergelijkbaar met Girls Gone Wild, gericht op jonge vrouwen. Deze videobanden en dvd's bevatten vrijwel dezelfde inhoud als het equivalent van Girls Gone Wild, maar lieten in plaats daarvan jonge mannen zien die voor de camera optraden, bijvoorbeeld onder de douche of naakt voetballend.
In een artikel merkt Bill Horn, woordvoerder van Mantra Entertainment die de video's produceerde, een gendergerelateerde dubbele standaard op in deze video's. In de serie Girls Gone Wild kussen de jonge vrouwen soms, terwijl de jongensserie dat segment niet heeft. Horn legt uit: "Laten we eerlijk zijn, er is een dubbele standaard als het gaat om man-op-man in tegenstelling tot meisje-op-meisje. Het is sexy om twee meisjes te zien kussen. Twee mannen zien vrijen wordt niet als sexy beschouwd. Dat is gewoon de realiteit, en we waren er om de realiteit vast te leggen."
In de uur durende Guys Gone Wild-producties waren vrouwelijke cameramanagers te zien die mannen aanmoedigden naakt te gaan en een striptease uit te voeren.

## Juridisch
In 2003 diende het Amerikaanse ministerie van Justitie een klacht in tegen Girls Gone Wild, waarin werd beweerd dat het bedrijf klanten niet op de hoogte had gebracht wanneer ze abonnementen kochten onder een continuïteitsprogramma in plaats van losse dvd's. In 2004 schikte GGW $ 1,1 miljoen en stemde ermee in om alle voorwaarden openbaar te maken en toestemming te krijgen voor terugkerende kosten.
In 2006 pleitte de marketeer MRA Holdings Girls Gone Wild schuldig aan aanklachten wegens het niet opnemen van de leeftijd van gefilmde personen in 2002 en 2003. De partijen kwamen overeen om $ 2,1 miljoen aan restitutie en boetes te betalen.
In 2008 diende Ashley Dupré een klacht in tegen Joe Francis en andere beklaagden die beweerden dat ze haar zonder toestemming hadden gefilmd. Dupré liet de rechtszaak vallen nadat Francis beelden van haar toestemming had vrijgegeven.
In 2008 beweerde een vrouw uit Missouri dat ze zonder toestemming was gefilmd toen een aannemer van Girls Gone Wild haar topje verwijderde in een bar in St. Louis. Een jury vond echter dat ze instemde. Bij een nieuw proces kende een rechter de vrouw $ 5,77 miljoen toe nadat de verdediging niet naar de rechtbank was gekomen. In hoger beroep bevestigde de rechter het vonnis.
In maart 2008 beweerden vier vrouwen dat ze emotioneel leden doordat ze in een Girls Gone Wild film werden vertoond. In april 2011 weigerde een volledig vrouwelijke jury schadevergoeding toe te kennen aan de eisers.

### Faillissement
In 2013 heeft GGW Brands LLC een aanvraag ingediend voor faillissementsbescherming.